# ارکلیته
ارکلیته (به لهستانی:  Arklity) یک روستا در لهستان است که در گمینا بارچیانه واقع شده‌است.